# Sh2-175
Sh2-175 est une nébuleuse en émission visible dans la constellation de Cassiopée.
Le nuage peut être observé à environ 2 ° nord-nord-ouest de l'étoile κ Cassiopeiae, de quatrième magnitude et donc facilement identifiable même sous un ciel pas parfaitement noir. Il se révèle dans les photos à longue exposition prises avec un puissant télescope amateur. Sa déclinaison est fortement septentrionale, on peut donc l'observer surtout depuis les régions de l'hémisphère boréal, où il est circumpolaire jusqu'aux latitudes tempérées inférieures. De l'hémisphère sud, au contraire, son observation est limitée aux régions tropicales.
C'est une petite région H II d'un diamètre de seulement 3,3 années-lumière, située à environ 1 700 pc (∼5 540 al), sur le bras de Persée, l'un des plus grands bras spiral de la Voie lactée, proche de l'association OB Cassiopeiae OB5. Certains amas ouverts ainsi que d'autres nébuleuses, telles que Sh2-172, Sh2-173 et Sh2-177 sont liées à cette association. L'action combinée du vent stellaire des étoiles de grande masse de l'association a créé une grande superbulle d'un diamètre de 380 parsecs dans la région. Certains scientifiques ont identifié une valeur de distance plus petite pour cette nébuleuse, la positionnant ainsi sur le bord le plus extérieur du bras d'Orion. L'étoile responsable de l'ionisation du gaz dans le nuage est LS I+64 26, une étoile bleue de classe spectrale O9.5V, qui ne ferait partie d'aucune association OB, étant isolée des autres étoiles de la même masse et luminosité. D'autres études placent l'étoile principale à une distance de seulement 1 090 parsecs, l'indiquant comme classe B1.5V. Les régions environnantes, en particulier la partie la plus septentrionale, montrent des signes clairs de la présence de gaz non éclairés.